# Rio Taquaruçu (vattendrag i Brasilien, Mato Grosso do Sul, lat -21,38, long -52,33)
Rio Taquaruçu är ett vattendrag i Brasilien.   Det ligger i delstaten Mato Grosso do Sul, i den södra delen av landet, 800 km sydväst om huvudstaden Brasília.
Omgivningarna runt Rio Taquaruçu är huvudsakligen savann. Runt Rio Taquaruçu är det mycket glesbefolkat, med 6 invånare per kvadratkilometer.